# 明治学院大学事件
明治学院大学事件（めいじがくいんだいがくじけん）は、明治学院大学にまつわる不当解雇事件についての記事。

## 職員不当解雇事件

### 事件番号
- 東京地裁平成21年（ワ）第9644号

### 概要
- 元職員が、不適切な窓口対応などを理由に解雇されたのは不当として、大学側に地位確認や賃金支払いを求めた訴訟の判決で、東京地裁は2010年7月12日、「問題行為」を認めた上で「態様や業務への支障の程度は、大学から排除しなければならないほど重大とは言い難い」と請求を全面的に認めた。裁判所は、解雇に関して「担当業務の変更、縮小に準じるやむを得ない事情がある場合」などと定めた大学側の就業規則にはいずれも該当しないと判断した[1]。

- 高度な英語能力とマネジメント能力を有するものとして、大学の国際交流業務を行う管理職（次長）として中途採用した職員に対して、就任後、期待されたマネジメント能力を有しておらず、組織運営に極めて重大な支障をきたしたとして解雇がなされた事案である。裁判所は、大学職員として望ましくない、あるいは不適正なものであることは明らかとしつつも、業務支障の状況や程度からすれば、当該職員を大学から排除しなければならないほど重大なものであるとはいい難いとして解雇を無効としている[2]。

## 教員不当解雇事件

### 事件番号
- 東京地裁平成28年（ワ）第41597号

### 概要
- 授業を無断録音され、解雇されたのは不当として、元教授が、大学側に教授としての地位確認などを求めた訴訟で、東京地裁は2018年6月28日、解雇無効を命じる判決を言い渡した。授業の録音については違法性を認めなかった。解雇は「客観的に合理的な理由を欠く」として無効と結論づけた一方、大学が録音した授業は年度初めのガイダンスで、講義ではなかったと判断、「大学の管理運営のための権限の範囲内」と指摘した[3]。

- 元教授が、解雇は無効である旨を主張して、地位の確認と賃金の支払いを求めるとともに、解雇に至る過程において大学が同教授の授業の内容を無断で録音し、これを同教授に開示しなかったことにより、人格権を侵害され、多大な精神的苦痛を被った旨を主張して、不法行為に基づく損害賠償請求として慰謝料の支払いを求めた事案である。裁判所は、懲戒解雇は懲戒権を濫用したものであり、普通解雇は解雇権を濫用したものであるとして、解雇無効地位確認請求と賃金支払い請求を認容したが、損害賠償請求は棄却した[4]。